# 恋のいちゃいちゃ
「恋のいちゃいちゃ」（こいのいちゃいちゃ）は、つボイノリオが歌唱する楽曲である。

## 概要
1978年9月1日、CBS・ソニー（現：ソニー・ミュージックレーベルズ）からシングルでリリース。B面は「花のDJ稼業」（はなのDJかぎょう）。
タイトルの通り、カップルが戯れる様子を歌ったコミックソング。基本的にデュエット曲であるが、女性パートもつボイ自ら裏声を駆使して歌っており、ジャケットでもつボイが女装をして、一人二役を演じている。
B面曲の「花のDJ稼業」はラジオ番組のDJの生活を歌ったもので、1996年にリリースされたアルバム『あっ超～！×つボイノリオ』の8曲目にも収録されている。また、その歌詞をつボイ自らが長年稼業としているラジオパーソナリティのものに変えた「花のしゃべり屋稼業」（はなのしゃべりやかぎょう）が2011年にポニーキャニオンからリリース（その後2013年にワーナーミュージック・ジャパンから再リリース）された2枚組アルバム『つボイノリオ ゴールデン☆ベスト』のDisc2の3曲目に収録されている。

## 収録曲
- A面 - 恋のいちゃいちゃ
  - 作詞・作曲：藤岡孝章、編曲：野村豊
- B面 - 花のDJ稼業
  - 作詞・作曲：つボイノリオ、編曲：野村豊

## カバー
神戸浩が、つボイの許可をもらった上で「花のDJ稼業」を「花の役者稼業」と替え歌にして、イベント公演で歌っている。